# 3
العام 3 هو العام الثالث للتقويم الميلادي.

## الأحداث

### حسب الموقع

#### الإمبراطورية الرومانية
- التجديد للإمبراطور أغسطس لعشرة أعوام أخرى.
- أوغسطس يتبنى حفيده جايوس قيصر، مع توقعات بأنه سوف يخلفه. وتعيين جايوس واليًا وإرسالها في مهمة خاصة إلى الشرق.
- لوسيوس أيلوس لاميا وماركوس فاليريوس ميسالا ميسالينوس يصبحان قنصلا روما.

#### أوروبا
- ميناس يصبح حاكم أثينا.
- خمس قبائل جرمانية تتحد تحت حكم ماربود ملك الماركومانيين، مما يتسبب في تهديد مباشر للإمبراطورية الرومانية في المنطقة التي ستصبح سليزيا وساكسونيا.

#### شرق آسيا
- يوري ملك غوغوريو ينقل العاصمة من جولبون إلى مدينة غنغناي.
- وانغ مانغ يحبط مؤامرة من تدبير ابنه وانغ يو ونسيبه لو كوان وعشيرة وي للإطاحة به من الوصاية على العرش. ويقتل وانغ يو ولو كوان عقابًا على ذلك.

## المواليد
- المؤرخ الصيني بان بياو (توفي عام 54 م)